# Am386
Am286 Am486
L'Am386 est un microprocesseur x86 32 bits présenté par AMD en 1991 ; il s'agit d'un clone 100%-compatible de l'Intel 80386. Des millions d'unités furent vendues et placèrent AMD en tant que concurrent légitime d'Intel, plutôt qu'en tant que simple sous-traitant de microprocesseur x86[réf. nécessaire]. 
Alors que la version Intel des 386 culminait à 33 MHz, AMD sorti une version 40 MHz de son 386DX et 386SX, prolongeant la durée de vie de l'architecture. L'AMD 386DX-40 était très populaire auprès des petits fabricants de clones PC et des passionnés d'informatique sans grand budget, car le 386DX-40 pouvait atteindre voire légèrement surpasser un 486SX-25 dans les tests de performances les plus populaires alors que son coût était faible. 
Au-delà de sa fréquence plus importante, cette performance fut possible parce que l'Am386DX-40 faisait fonctionner son bus système à la même fréquence que le processeur, 40 MHz, tandis que le bus système du plus rapide des 486 culminait à 33 MHz.
À 40 MHz, ses performances en calculs sur les entiers approchaient rarement les 486 d'entrée de gamme. Les 486 bénéficient aussi d'un cache L1 plus important.
Les performances pouvaient être encore améliorées grâce à l'ajout d'un coprocesseur arithmétique peu coûteux, le 80387. Cependant, ses performances étaient loin d'être celle d'un 486DX.